# Schlossplatz (Berlin)

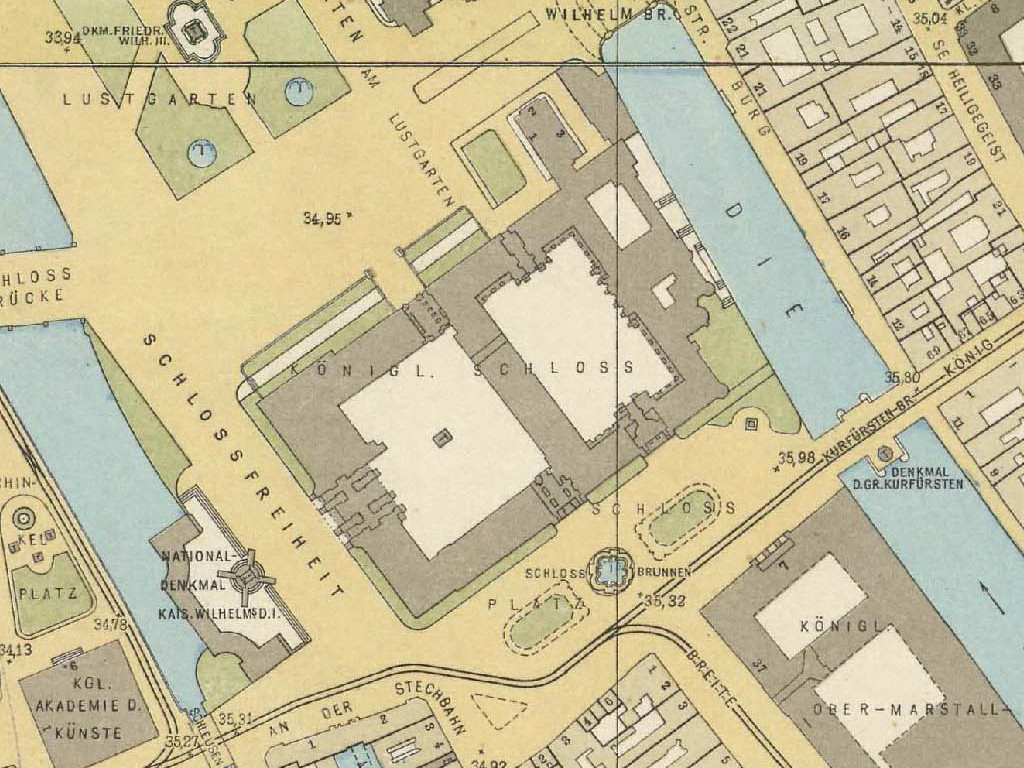
Karta från 1910

Schlossplatz, tysk stavning: Schloßplatz, är en plats på Museumsinsel i Berlin i Tyskland. Dess långsida ligger utmed en sydvästlig-nordöstlig axel. Vid dess västra hörn ligger Schlossbrücke, från vilken Unter den Linden sträcker sig västerut till Brandenburger Tor. Från samma hörn sträcker sig Karl-Liebknecht-Strasse nordöst längs platsen till Alexanderplatz.
Schlossplatz var den plats där Berlins stadsslott låg. Mellan 1949 och 1990 låg den i Östberlin, som var huvudstad i Östtyskland. År 1950 undanröjdes resterna av stadsslottet och 1951 omdöptes platsen till Marx-Engels-Platz efter Karl Marx och Friedrich Engels. Nya byggnader uppfördes, däribland Palast der Republik och Utrikesministeriets hus. Östtysklands statsråds byggnad från 1974 vid Schlossplatz har inbyggt i sig en sektion med en balkong från det tidigare stadsslottet, den balkong varifrån Karl Liebknecht utropade en socialistisk republik den 9 november 1918.
Efter Tysklands återförening 1990, återtogs namnet Schloßplatz 1994. Parlamentet beslöt att återuppföra ett rekonstruerat stadsslott vid Schlossplatz med en likadan fasad som det preussiska slottet, men en ny interiör. Palast der Republik revs 2008. Det nya stadsslottet invigdes under 2020 under namnet Humboldt Forum som bl.a. inhyser Ethnologisches Museum, Museum für Asiatische Kunst och scen- och möteslokaler.

## Bildgalleri

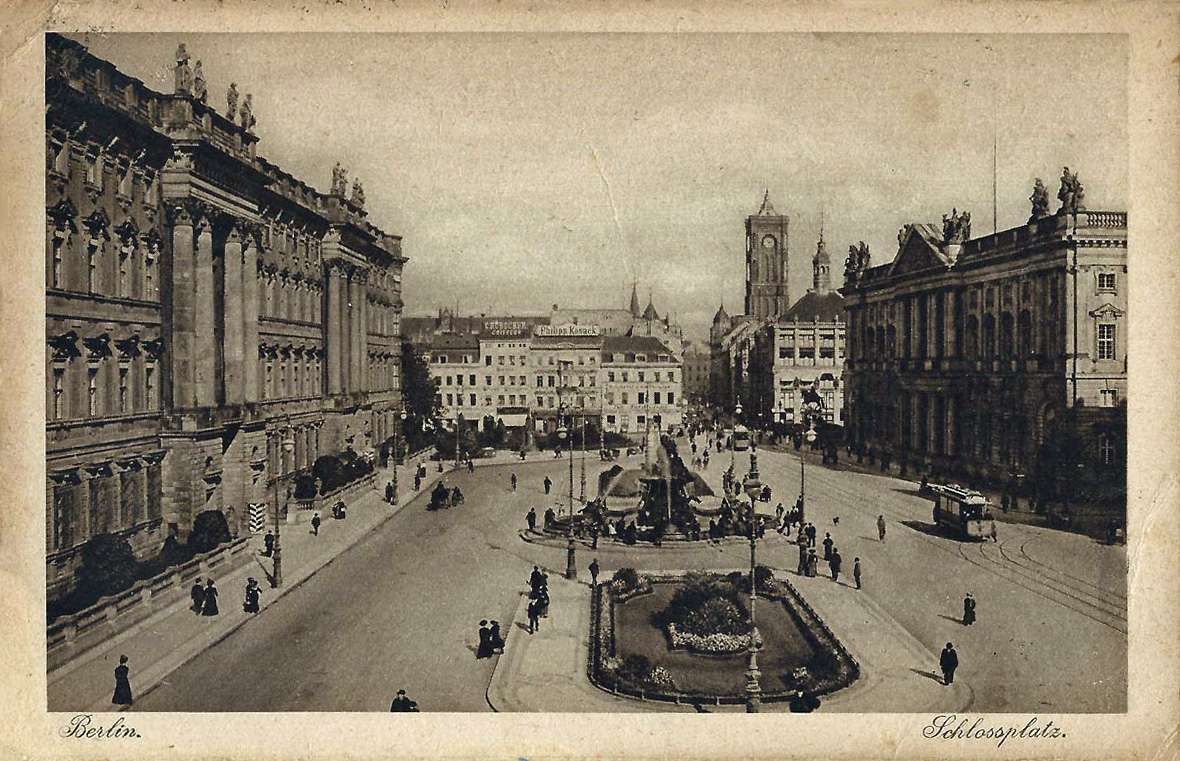
Schlossplats österut, omkring 1900
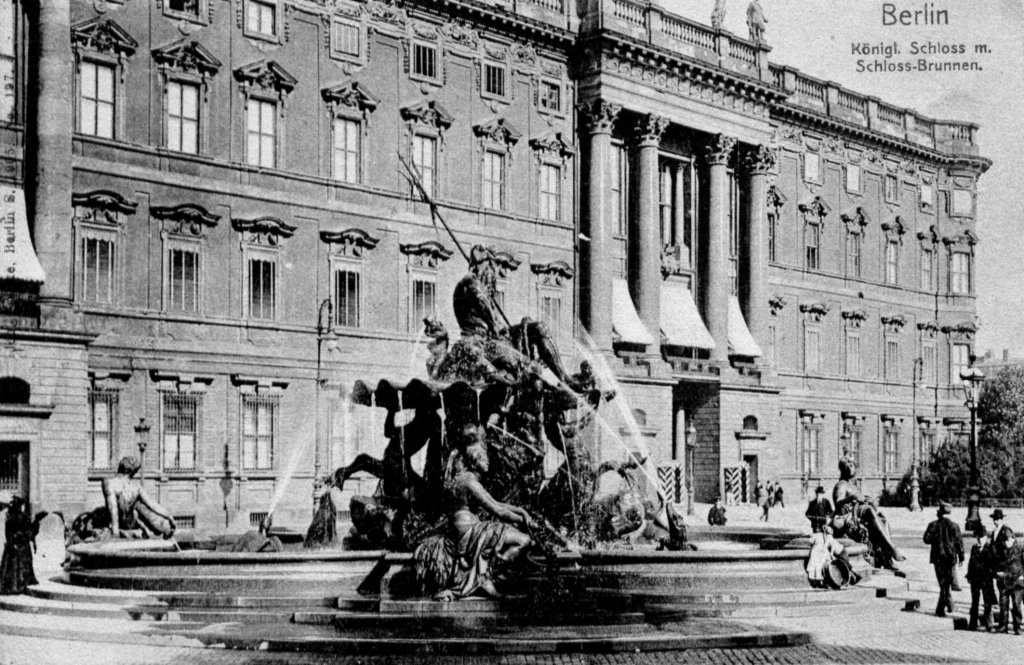
Schlossplatz med Berliner Stadtschloss omkring 1905, med Neptunbrunnen i förgrunden
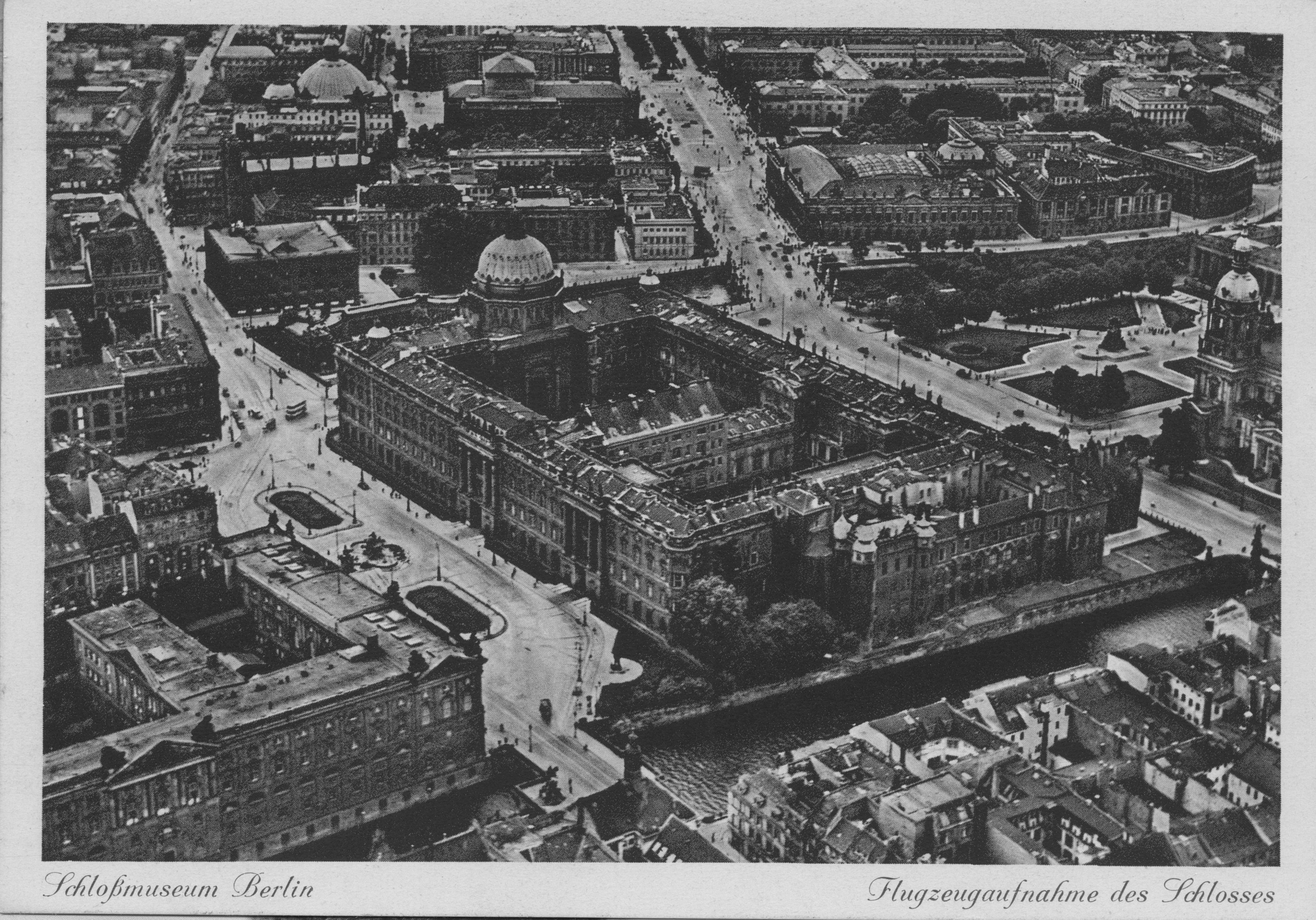
Schlossplatz, tidigt 1900-tal
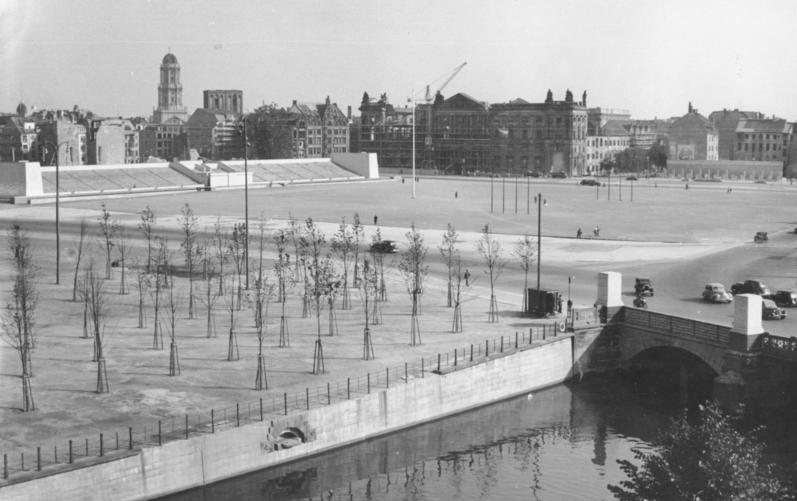
Schlossplatz mot sydost och Neuer Marstall, 1951
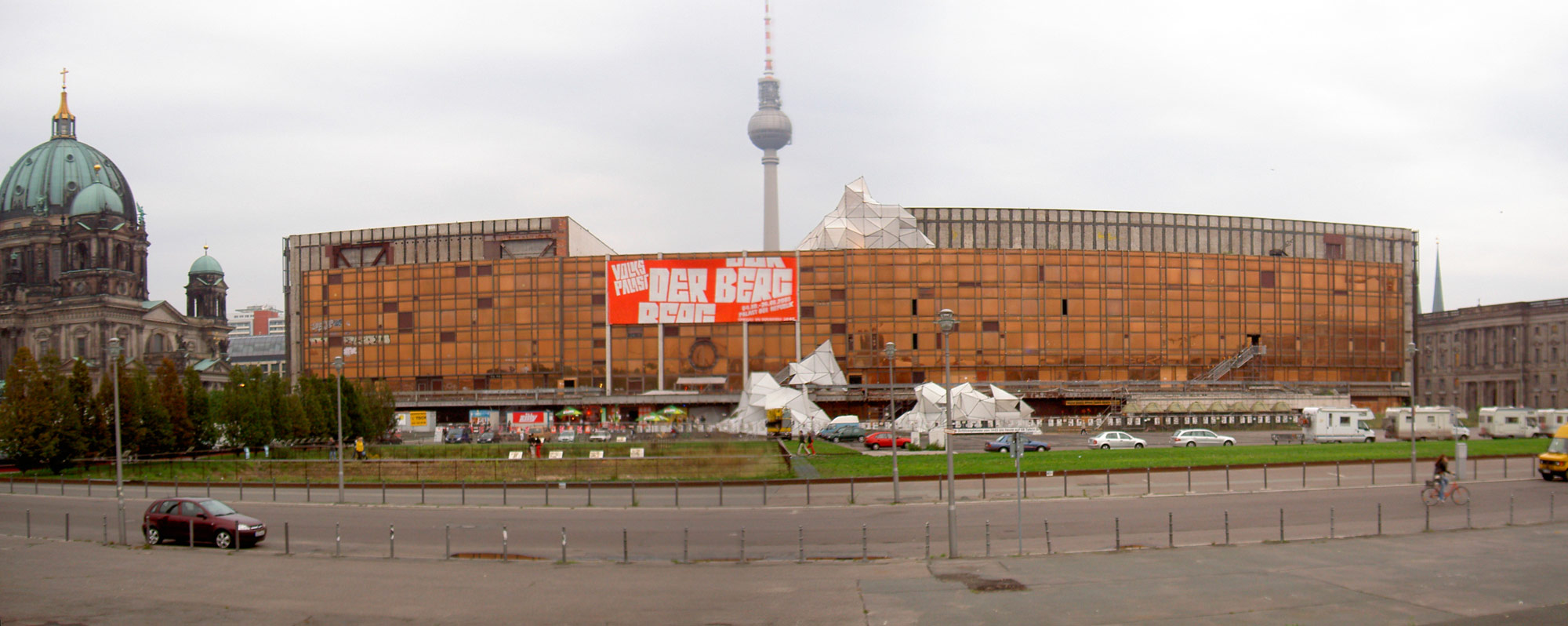
Palast der Republik
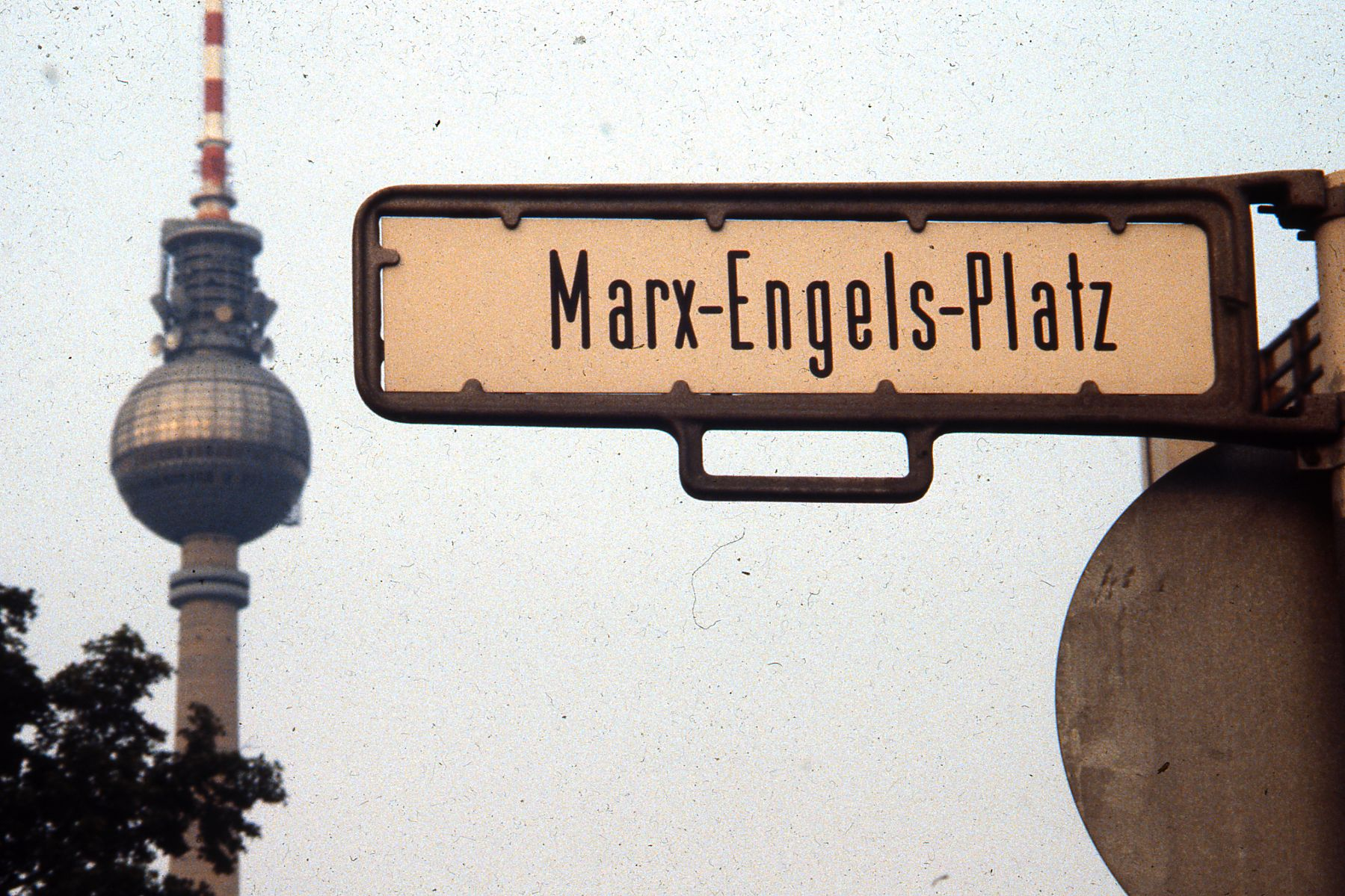
Östberlinsk gatuskylt för Marx-Engels-Platz, med Fernsehturm i bakgrunden
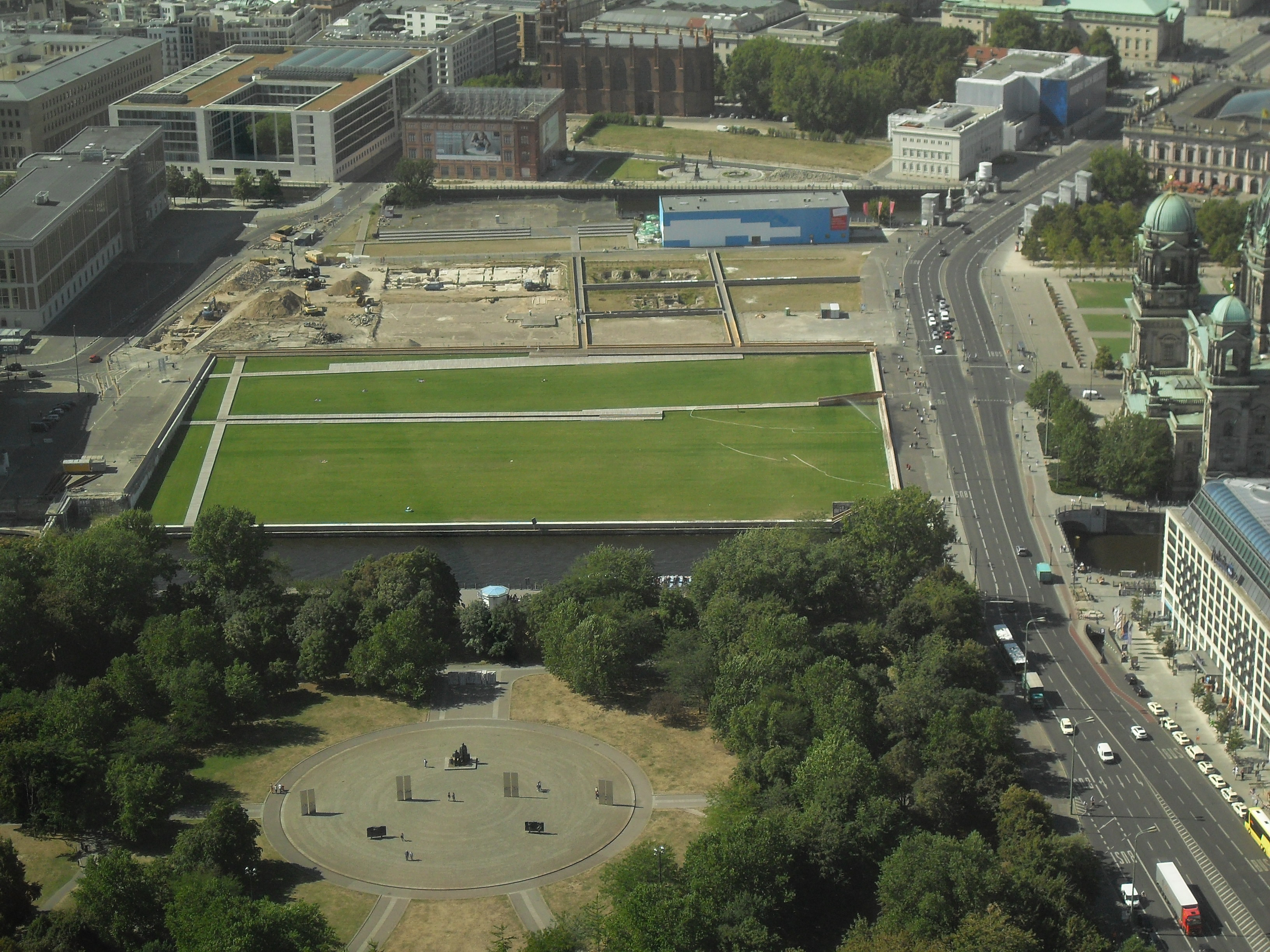
Schlossplatz efter rivningen av Palast der Republik
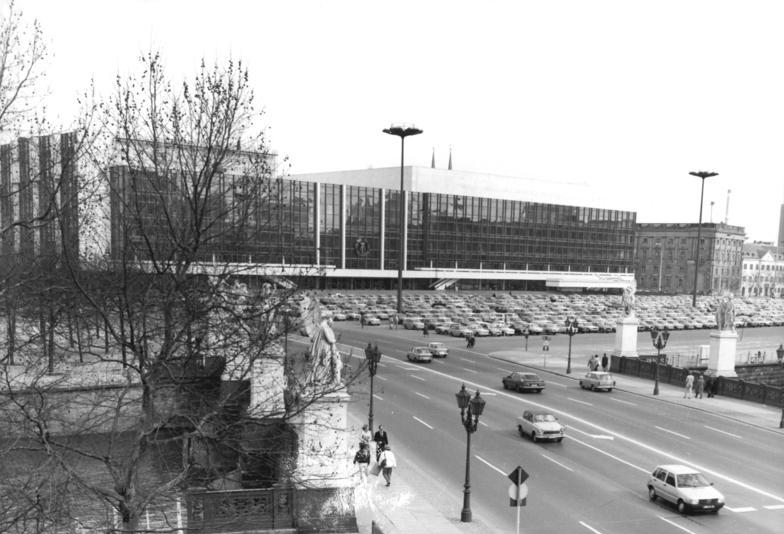
Marx-Engels-Platz med Palast der Republik 1986
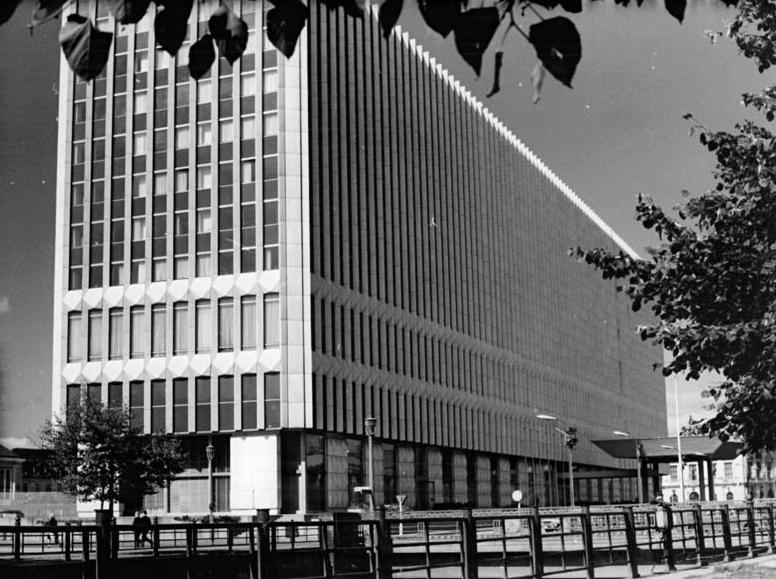
Östtyska utrikesministeriums hus, rivet 1996
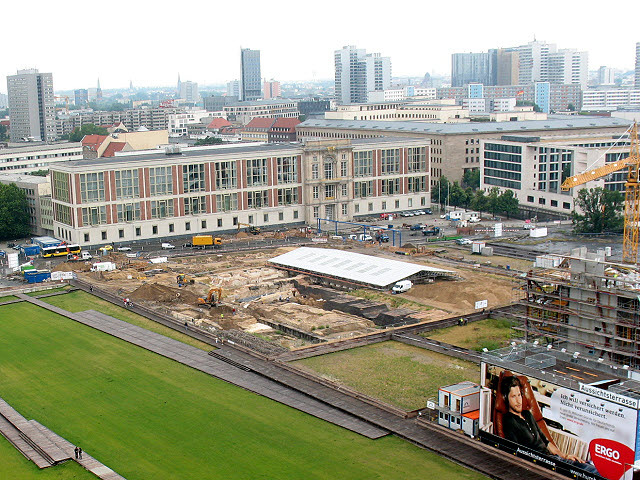
Utgrävning på Schlossplatz 2010 med Östtysklands statsråds byggnad i bakgrunden
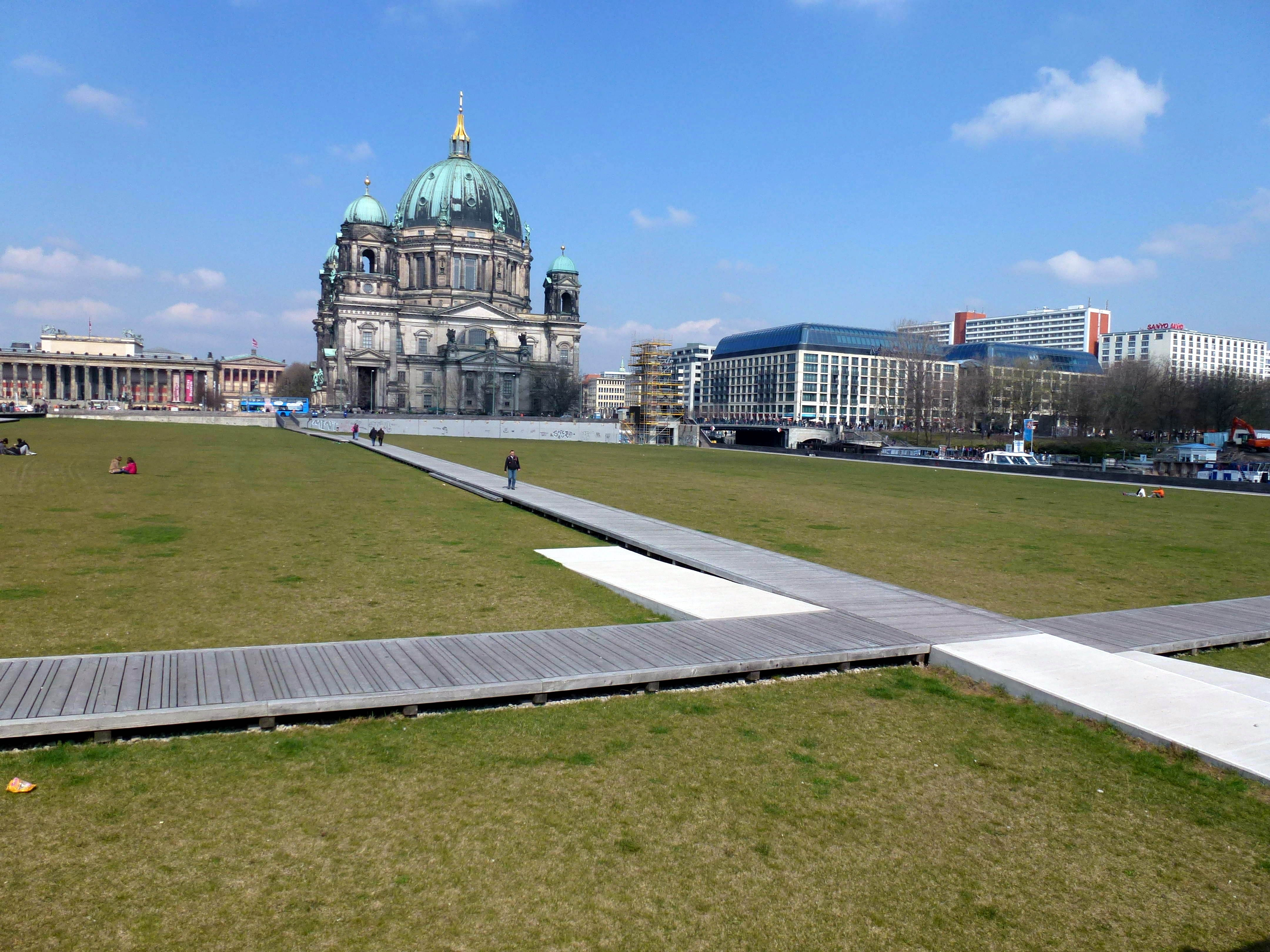
Schlossplatz 2012